# Albert de Beauffort
Le marquis Albert-Ghislain-Marie de Beauffort  né à Meise (Belgique) le 20 septembre 1834 et mort à Bruxelles-ville le 6 juillet 1914, est un homme politique belge.

## Biographie
Descendant d'une ancienne famille originaire de l'Artois dans le nord de la France, Albert-Ghislain-Marie nait au château de Bouchout. Il fait ses études au collège Notre-Dame de la Paix à Namur et ensuite à l'université de Louvain. En 1875, il est nommé bourgmestre de la commune d'Onoz. Il remplit ces fonctions durant vingt-cinq ans.
Dans l'intervalle qui s'écoula depuis le mois de janvier 1877 jusqu'en juin 1881, il occupe le poste de gouverneur de la province de Namur. Après la révision de la constitution, en octobre 1894, lorsque le conseil provincial de Namur doit pourvoir à la nomination de deux mandataires pour représenter cette province à la Chambre Haute, il est élu sénateur. Ces fonctions lui sont confirmées à deux reprises.
En 1886, il est appelé à faire partie de la commission des musées royaux de peinture et de sculpture et, peu après, en 1891, le gouvernement le charge de présider la commission du Musée des Arts décoratifs. La Commission royale des Beaux-Arts le nomme son président en 1904.

## Honneurs
Le marquis de Beauffort est grand officier de l'ordre de Léopold, décoré de la croix civique de 1re classe, commandeur de la Légion d'honneur, de l'ordre de Sainte-Anne de Russie, etc.